# Między nami żywiołami
Między nami żywiołami (oryg. Elemental) – amerykańska animowana komputerowo komedia romantyczna z 2023 roku. Film został wyreżyserowany przez Petera Sohna, na podstawie scenariusza Johna Hoberga, Kat Likkel i Brendy Hsueh. W oryginalnej wersji językowej głosów postaciom użyczyli: Leah Lewis, Mamoudou Athie, Ronnie del Carmen, Shila Ommi, Wendi McLendon-Covey i Catherine O’Hara.
Akcja filmu toczy się w Mieście Żywiołów, zamieszkałym przez antropomorficzne żywioły ognia, wody, ziemi i powietrza. Iskra, wybuchowy żywioł ognia zaprzyjaźnia się z niezdarnym Wodkiem (żywiołem wody). Nowa znajomość zmusza ją do zrewidowania swoich poglądów na życie.
Światowa premiera Między nami żywiołami miała miejsce 27 maja 2023 roku podczas 76. Festiwalu Filmowego w Cannes. W Polsce film zadebiutował 14 lipca tego samego roku. Między nami żywiołami są dwudziestym siódmym pełnometrażowym filmem wytwórni Pixar Animation Studios i otrzymały przeważnie pozytywne recenzje krytyków.

## Obsada
- Leah Lewis jako Ember Lumen (pl. Iskra), żywioł ognia, która pracuje w rodzinnym sklepie spożywczym w Fire Town, ale ma problemy z kontrolowaniem swojego wybuchowego temperamentu[5].
- Mamoudou Athie jako Wade Ripple (pl. Wodek), żywioł wody, który pracuje jako inspektor miejski mieszkający w Mieście Żywiołów[5].
- Ronnie del Carmen jako Bernie Lumen, ojciec Ember i właściciel rodzinnego sklepu spożywczego w Fire Town, który planuje przejść na emeryturę i oddać prowadzenie sklepu córce[5].
- Shila Ommi jako Cinder Lumen, matka Ember[5].
- Wendi McLendon-Covey jako Gale Cumulus, żywioł powietrza i przełożona Wade’a[5].
- Catherine O’Hara jako Brook Ripple, matka Wade’a, która jest architektem[5].
- Mason Wertheimer jako Clod, młody żywioł ziemi zauroczony w Ember[5].

Ponadto głosów w filmie użyczyli: Joe Pera jako Fern Grouchwood, żywioł ziemi, który pracuje w miejskim ratuszu; Matthew Yang King jako Alan Ripple, starszy brat Wade’a; Krysta Gonzales jako Eddy Ripple, żona Alana; Innocent Ekakitie jako Marco i Polo Ripple, synowie Alana i Eddy; Ronobir Lahiri jako Harold, brat Brook oraz wujek Wade’a i Alana; Jonathan Adams jako Flarry i Wilma Bonet jako Flarrietta, stali klienci sklepu Berniego oraz Jeff LaPensee, P.L. Brown, Assaf Cohen, Jessica DiCicco, Austin Madison, Scott Menville, Fred Tatasciore i Kari Wahlgren.

## Produkcja
Reżysera filmu, Petera Sohna do stworzenia filmu o tym, czy woda może łączyć się z ogniem zainspirowały jego doświadczenia z dzieciństwa. Jak powiedział „Moi rodzice wyemigrowali z Korei na początku lat 70. i zbudowali tętniący życiem sklep spożywczy na Bronksie. Byliśmy jedną z wielu rodzin, które wyruszyły do nowego świata z nadziejami i marzeniami – wszyscy mieszaliśmy się w jednym wielkim tyglu kultur, języków i pięknych małych dzielnic. To właśnie doprowadziło mnie do Między nami żywiołami”. Film został oficjalnie zapowiedziany w maju 2022 roku. Denise Ream została producentką filmu. Za scenariusz odpowiadali John Hoberg, Kat Likkel i Brendy Hsueh, którzy stworzyli historię filmu razem z Sohnem. We wrześniu ujawniono, że Leah Lewis i Mamoudou Athie użyczą głosów Ember i Wade’owi.
Scenografią do filmu zajął się Don Shank, Allison Rutland i Gwen Enderoglu odpowiadały za proces animacji, natomiast Sanjay Bakshi nadzorował efekty specjalne. Za zdjęcia odpowiadali David Bianchi i Jean-Claude Kalache, a montażem zajął się Stephen Schaffer. Nad stworzeniem języka dla żywiołów ognia pracował David J. Peterson, który odpowiadał również za języki w Grze o tron (2011–2019) i Diunie (2021).

## Muzyka
Muzykę do filmu skomponował Thomas Newman, natomiast Lauv nagrał napisaną na potrzeby filmu piosenkę „Steal the show”, która została wydana 2 czerwca 2023 roku jako singel.

## Wydanie
Między nami żywiołami miało swoją premierę 27 maja 2023 roku na 76. Festiwalu Filmowym w Cannes jako film zamykający ten festiwal. Film miał swoją amerykańską premierę 16 czerwca, a w Polsce zadebiutował 14 lipca tego samego roku.

## Odbiór

### Box office
Przed samą premierą filmu w Stanach Zjednoczonych i Kanadzie prognozowano, że Między nami żywiołami zarobią tam w weekend otwarcia w granicach 35–40 milionów dolarów. Film zarobił 29,5 miliona dolarów, osiągając drugi najgorszy wynik w weekend otwarcia filmu w historii studia. Wśród przyczyn tak niskiego wyniku otwarcia zostały wymienione między innymi: słaby marketing filmu, przyzwyczajenie widzów do premier filmów Pixara na Disney+ oraz konkurencję ze strony Spider-Man: Poprzez multiwersum.
Film odniósł znaczący komercyjny sukces w weekend otwarcia w Chinach (5,2 miliona), Meksyku (4,7 miliona), Wielkiej Brytanii (3,9 miliona) i Korei Południowej (3,2 miliona).

### Krytyka w mediach
Film spotkał się z przeważnie pozytywną reakcją krytyków. W serwisie Rotten Tomatoes 74% z 234 recenzji uznano za pozytywne, a średnia ocen wystawionych na ich podstawie wyniosła 6,4/10. Na portalu Metacritic średnia ważona ocen z 44 recenzji wyniosła 58 punktów na 100. Natomiast według serwisu CinemaScore, zajmującego się mierzeniem atrakcyjności filmów w Stanach Zjednoczonych, publiczność przyznała mu ocenę „A” w skali od F do A+.
Pomimo iż w Cannes film spotkał się z pozytywnym odbiorem, to część krytyków uznała Między nami żywiołami za najgorszy w historii studia.